# Zwarte sidderrog
De zwarte sidderrog (Tetronarce nobiliana) is een soort uit het geslacht Tetronarce en de familie van de sidderroggen (Torpedinidae) die wijd verspreid voorkomt in de kustwateren van de Atlantische Oceaan van Noord-Brazilië en Kaap de Goede Hoop tot het noorden van de Britse Eilanden en Nova Scotia en in de Middellandse Zee (zie kaartje).
Langs de Nederlandse kust is de zwarte sidderrog een zeldzame verschijning. Er zijn twee gedocumenteerde vangsten tussen 1964 en 1977.

## Beschrijving
De zwarte sidderrog kan een lengte van 1,8 meter bereiken. Deze sidderrog is van boven roodbruin tot bruinzwart en de buik is wit. Net als andere haaien en roggen heeft deze rog een elektrisch orgaan (ampullen van Lorenzini) waarmee prooien kunnen worden opgespoord.
De zwarte sidderrog is een bodembewoner die leeft op diepten tussen de 10 en 800 m, meestal van 200 tot 500 m. Het elektrische orgaan is qua gewicht 16% van het totale lichaamsgewicht en bevat ongeveer een half miljoen "elektrische plaatjes" gevuld met een gelei-achtige vloeistof; die plaatjes staan gegroepeerd in zeshoekige staafjes onder de huid van de vis. Hiermee kan hij stroomstoten afgeven van 170 tot 220 volt (met een vermogen tot 1000 watt). Zo kan hij prooien verlammen of zich verdedigen. Het voedsel van de zwarte sidderrog bestaat uit bodembewonende beenvissen, haaien en macrofauna.

## Status als beschermd dier

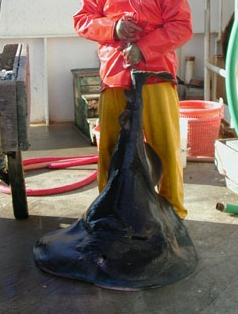
Bijvangst van een grote zwarte sidderrog

Net als alle andere bodembewonende soorten haaien en roggen vormt de visserij met bodemsleepnetten en de langelijnvisserij (met lijnen op de zeebodem) een potentiële bedreiging. Voor de beroepsvisserij is de zwarte sidderrog van geen enkel belang. Vroeger werd leverolie gewonnen als lampolie uit deze rog. Nu is zijn marktwaarde nihil en wordt hij als bijvangst meestal overboord gegooid. Er zijn geen aanwijzingen dat de soort in aantal afneemt. De zwarte sidderrog staat daarom als niet bedreigd op de internationale Rode Lijst van de IUCN.

## Trivia
De zwarte sidderrog is emblematisch voor de torpedo als aanvalswapen van de marine. Het woord torpedo werd in 1800 voor elk explosief gebruikt dat op of in het water werd gebruikt. Dit waren toen geen voorwerpen met een torpedovorm, die kwam later. Zo verschenen halverwege de 19e eeuw torpedoboten, die een explosief aan een lange boegspriet voerden, met als doel andere schepen te rammen. Dit wapen leek toen qua vorm op de zwarte sidderrog.